# Ringen (modstandsgruppe)
 For alternative betydninger, se Ringen. (Se også artikler, som begynder med Ringen)
Ringen (oprindeligt Dansk Studiering) var en dansk modstandsgruppe under Besættelsen. Organisationen blev oprettet 31. oktober 1941 og eksisterede til 22. oktober 1945. Den blev grundlagt som en oplysende forening, men udviklede sig fra 1943 til en aktiv modstandsgruppe og skiftede navn i den forbindelse. Gruppen var socialdemokratisk baseret og ledet af Frode Jakobsen fra Frihedsrådet og havde omkring 1.000 medlemmer. I 1944 indgik Holger Danske et samarbejde med Ringen om distribution af illegalt materiale. Ved befrielsen fik gruppen væsentlig indflydelse på befrielsesregeringen.